# Giamaica ai XXI Giochi olimpici invernali
La Giamaica ha parteciperato ai XXI Giochi olimpici invernali di Vancouver, che si sono svolti dal 12 al 28 febbraio 2010, con una delegazione composta da un solo atleta.

## Freestyle
| Gara               | Atleta     | Qualificazioni | Qualificazioni | Ottavi | Quarti | Semifinali | Finale |
| ------------------ | ---------- | -------------- | -------------- | ------ | ------ | ---------- | ------ |
| Ski cross maschile | Errol Kerr | 1'13"71        | 9              | 1      | 3      |            |        |